# Admiralitetski jezici
Admiralitetski jezici (admiralitetskootočni jezici; Admiralty Islands Languages), ogranak oceanijskih jezika kojim govori nekoliko desetaka plemena na Admiralitetskim otocima (Admiralty) u Papui Novoj Gvineji. Obuhvaća (31) jezik, to su: 
a) Istočnoadmiralitetski jezici (28):
a1. Manusski (22) :
a. Istok (East) (12): andra-hus, elu, ere, kele, koro, kurti, leipon, lele, nali, papitalai, ponam, titan.
b. mokoreng-loniu (2): loniu, mokerang,
c. Zapad (West) (8): bipi, hermit, khehek, likum, mondropolon, nyindrou, sori-harengan, tulu-bohuai.
a2. Pak-Tong (1) Papua Nova Gvineja: pak-tong.
a3. Jugoistočni otoci (Southeast Islands) (5) Papua Nova Gvineja: baluan-pam, lenkau, lou, nauna, penchal.
b) Zapadnoadmiralitetski (3): kaniet, seimat, wuvulu-aua;.

## Vanjske poveznice
- Ethnologue (14th)